# Окский (Рязанская область)
Окский — посёлок в Рязанском районе Рязанской области России. Является административным центром Окского сельского поселения.

## География
Посёлок Окский расположен примерно в 17 км к югу от центра Рязани. С востока граничит с деревней Ялтуново.

## История
Посёлок был основан в 1972 г. при строительстве Окской птицефабрики.

## Население
| 2010 |
| ---- |
| 1448 |

## Экономика
В посёлке расположена крупнейшая в Рязанской области Окская птицефабрика.

## Транспорт и связь
Посёлок расположен неподалёку от автомобильной дороги Р126 и платформы Денежниково Московской железной дороги.
В посёлке Окский имеется одноимённое сельское отделение почтовой связи (индекс 390540).